# مقاطعة غيج (نبراسكا)
مقاطعة غيج (بالإنجليزية: Gage County)‏ هي إحدى مقاطعات ولاية نبراسكا في الولايات المتحدة الأمريكية.